# Charles Nkazamyampi
Charles Nkazamyampi (* 1. November 1964 in Bujumbura) ist ein ehemaliger burundischer Leichtathlet, der sich auf den Mittelstreckenlauf spezialisiert hat.
1992 wurde er Afrikameister im 800-Meter-Lauf und im Jahr darauf gewann er über diese Distanz die Silbermedaille bei den Hallenweltmeisterschaften in Toronto.

## Sportliche Laufbahn
Erste internationale Erfahrungen sammelte Charles Nkazamyampi vermutlich im Jahr 1988, als er bei den Afrikameisterschaften in Annaba mit der burundischen 4-mal-400-Meter-Staffel in 3:09,11 min gemeinsam mit Soter Bimenyimana, Cyprien Rugerinyange und Pierre-Claver Nyabenda die Bronzemedaille hinter den Teams aus Äthiopien und der Elfenbeinküste gewann. Im Jahr darauf belegte er bei den Spielen der Frankophonie in Casablanca in 1:47,90 min den vierten Platz im 800-Meter-Lauf und 1991 schied er bei den Hallenweltmeisterschaften in Sevilla mit 1:50,80 min im Vorlauf aus. Im August startete er bei den Freiluftweltmeisterschaften in Tokio und schied dort mit 4:13,28 min in der ersten Runde aus. Im Jahr darauf siegte er in 1:46,95 min bei den Afrikameisterschaften in Belle Vue Maurel und 1993 gewann er bei den Hallenweltmeisterschaften in Toronto in 1:47,62 min die Silbermedaille hinter dem Briten Tom McKean. 1995 kam er bei den Weltmeisterschaften in Göteborg mit 1:49,76 min nicht über den Vorlauf hinaus. Im Jahr darauf nahm er an den Olympischen Sommerspielen in Atlanta teil und schied dort mit 1:47,95 min in der ersten Runde aus. 1999 beendete er seine aktive sportliche Karriere im Alter von 35 Jahren.

## Persönliche Bestleistungen
- 800 Meter: 1:44,24 min, 27. Juli 1993 in Salamanca
  - 800 Meter (Halle): 1:47,21 min, 5. Februar 1993 in Budapest
- 1000 Meter: 2:17,05 min, 2. Juli 1993 in Villeneuve d’Ascq
  - 1000 Meter (Halle): 2:19,37 min, 13. Februar 1993 in Liévin